# Дюпон, Жак-Мари-Антуан-Селестен
Жак-Мари-Антуан-Селестен Дюпон (фр. Jacques-Marie-Antoine-Célestin Dupont; 1 февраля 1792, Иглезиас, королевство Сардиния — 26 мая 1859, Бурж, Вторая империя) — французский кардинал. Титулярный епископ Самосаты и вспомогательный епископ Санса с 3 мая 1824 по 5 июля 1830. Епископ Сен-Дье с 5 июля 1830 по 245 июля 1835. Архиепископ Авиньона с 24 июля 1835 по 24 января 1842. Архиепископ Буржа с 24 января 1842 по 26 мая 1859. Кардинал-священник с 11 июня 1847, с титулом церкви Санта-Мария-дель-Пополо  с 4 октября 1847.